# Leptogenys striatidens
Leptogenys striatidens är en myrart som beskrevs av Bolton 1975. Leptogenys striatidens ingår i släktet Leptogenys och familjen myror. Inga underarter finns listade i Catalogue of Life.